# Língua katembri
O katembri ou cariri de Mirandela é uma língua indígena brasileira extinta falada pelos índios cariris de Mirandela, no município de Banzaê, Bahia. É uma língua ainda não classificada.

## Vocabulário
Vocabulário kariri de Mirandela (Bandeira 1972):
Informante
- João Domingos (na Baixa da Cangalha, município de Banzaê)

| Português                    | Kariri de Mirandela |
| ---------------------------- | ------------------- |
| comida de milho              | mairú               |
| mandioca                     | micú                |
| cágado                       | sãbó                |
| cavalo                       | kabarú              |
| boi, vaca                    | krazɔ́               |
| veado                        | bukɨ́                |
| cachimbo                     | paú                 |
| fumo                         | bozé                |
| raiz sêca                    | pɔhá                |
| peito                        | krabú               |
| estar brilhando              | zozó                |
| branco                       | karaí               |
| padre                        | karaí uarɛ́          |
| Deus                         | tupã                |
| orelha                       | kũbẽñã́              |
| ôlho                         | ipɔ́                 |
| nariz                        | lambizú             |
| braço                        | ĩbɔ́                 |
| mão                          | mizã́                |
| dente                        | uisá                |
| fêmur                        | kɔkudú              |
| índio, caboclo               | uãñǿ                |
| mulher                       | tizí                |
| branco de cabelo vermelho    | karaí bɛrɔ hɛ́       |
| vermelho                     | bɛrɔ̃hɛ́              |
| verdade                      | pizã́                |
| mentira                      | zuprɛ́               |
| zangado                      | pɔkɛdɛ́              |
| alegre                       | usisikrí            |
| bêbado                       | ɔdɔmaraĩhú          |
| cacetada                     | dɔpɔ́                |
| dinheiro                     | ĩtaĩú               |
| faca ou arco                 | iazá, uzá           |
| coisa redonda                | tʊbʊ́                |
| serra de pedra               | bɔdɔkrɔpí           |
| cachaça                      | zurú                |
| amarelo                      | krɔẽrã́              |
| raposa                       | iaká                |
| cobra                        | uãgiú               |
| língua                       | tʊnʊdʊ́              |
| cílios, sobrancelhas         | panədú              |
| dentes                       | uisá                |
| barriga                      | mudú                |
| pé                           | bebaɨ́a              |
| cabelo, cabeça               | kʊsʊbú              |
| dedos da mão, seixos         | kɔmɔdɔ́i             |
| nádegas, assento             | kaiuɛ́               |
| coati                        | bizaúi              |
| onça, jaguar                 | kɔsbó               |
| aracuã                       | kakikí              |
| jacu                         | kakiká              |
| cotia                        | fɔiprú              |
| ema                          | buã́                 |
| caititu                      | haú                 |
| nambu                        | hoipá               |
| urubu                        | kikɔ́                |
| tatu peba                    | berɔ́                |
| tatu verdadeiro              | buzikí              |
| camaleão                     | kraiaɪ́ɔ             |
| teiú                         | bodoío              |
| lagartixa                    | bodó                |
| cabras                       | kɔbihí              |
| gato doméstico               | pʊíʊ                |
| porco                        | kuré                |
| cangambá                     | kɔruó               |
| milho                        | paihɛ́krinikí        |
| batata                       | buzirũdadá          |
| melancia                     | buzirṹ              |
| abóbora, cabaça              | kũñavɔ́              |
| farinha de mandioca          | tõnã́ tãnó           |
| tapioca                      | kɛnɛúɛ              |
| criança                      | prɛzɛnudá           |
| velho                        | sibɔ́                |
| velho já curvado             | sepró               |
| sarará                       | karaí busɛ́          |
| mulher bem arrumada          | kruré               |
| pessoa alta                  | kiprí               |
| molambento                   | pɔidudú             |
| rêde                         | kɔiá                |
| rêde de menino               | tipɔ́ia              |
| tipóia para carregar criança | gagú                |
| roupa                        | iɪ́ɔ                 |
| casa                         | kɔfɔtatapã́          |
| povoado Mirandela            | zurudadɛ́            |
| sol                          | buzʊfosí            |
| serra                        | bɔdɔpruɔ́            |
| cigarro                      | kikrisí             |
| frutas caidas                | krɔrurú             |
| fogo                         | zekrɨkrɨĩhɔ́         |
| carne sem ossos              | kãtẽkiú             |
| água, chuva, vento           | ĩhó                 |
| trovão                       | zekrɨrɨrɨ́           |
| relâmpago                    | narɛ́                |
| espingarda                   | tipá                |
| com vontade de comer         | netó                |
| não comer o suficiente       | nẽinetó             |
| comida gostosa, achei bom    | duhɛ́                |
| estar insone                 | ibʊbʊ́               |
| água empoçada, muita água    | sɔdẽ́                |